# Вальсольда
Вальсольда (итал. Valsolda) — коммуна в Италии, располагается в регионе Ломбардия, в провинции Комо.
Население составляет 1724 человека (2008 г.), плотность населения составляет 56 чел./км². Занимает площадь 31 км². Почтовый индекс — 22010. Телефонный код — 0344.
Покровителем населённого пункта считается святой .

## Демография
Динамика населения:

## Администрация коммуны
- Официальный сайт: https://web.archive.org/web/20060809090457/http://www.comunedivalsolda.it/